# Noise Figure
Noise figure (NF) är inom telekommunikation ett mått på degraderingen av signal-brusförhållande (SNR) orsakad av komponenter i RF-kedjan. NF är förhållandet mellan utgångsbruset och det termiska ingångsbruset vid rumstemperaturen 290K. NF är alltså förhållandet mellan utgångsbruset och en ideal förstärkare som inte introducerar något brus alls. Det är en beteckning som kan specificera kvaliteten hos en radiomottagare.

## Definition
NF för ett system kan specificeras
{\displaystyle NF={\frac {\mathrm {SNR} _{\mathrm {in} }}{\mathrm {SNR} _{\mathrm {out} }}}}
där {\displaystyle \mathrm {SNR} _{\mathrm {in} }} och {\displaystyle \mathrm {SNR} _{\mathrm {out} }} är ingångs respektive utgångs SNR
Alternativt kan NF definieras i dB
{\displaystyle NF_{dB}=10\log \left({\frac {\mathrm {SNR} _{\mathrm {in} }}{\mathrm {SNR} _{\mathrm {out} }}}\right)=\mathrm {SNR} _{\mathrm {in,dB} }-\mathrm {SNR} _{\mathrm {out,dB} }}
där {\displaystyle \mathrm {SNR} _{\mathrm {in,dB} }} och {\displaystyle \mathrm {SNR} _{\mathrm {out,dB} }} är i dB.
Den föregående formeln är bara giltig när ingången är rumstempererad e.g {\displaystyle T_{0}}.